# Bandiera di Tuva
La bandiera di Tuva è la bandiera ufficiale della repubblica federale di Tuva dal 18 settembre 1992
La bandiera è composta da due bande bianche che formano due Y parallele su un campo azzurro. Sul lato dove si forma la biforcazione della Y è presente un triangolo isoscele di colore giallo. La forma della bandiera rappresenta la confluenza di due affluenti del fiume Enisej nella capitale Kyzyl. La bandiera somiglia come caratteristiche a quella del Sudafrica, pur essendo stata approvata due anni prima.

Bandiera della Repubblica popolare di Tuvan (1935-1939)

Il colore bianco simboleggia l'ospitalità degli abitanti di Tuva, il colore giallo è un omaggio alla religione dello stato, il buddismo, e il colore azzurro simboleggia il cielo tuvano e la morale dei pastori nomadi.
Le proporzioni della bandiera sono di 1:2.